# Le Loyon
A Le Loyon, egyes helyeken Maules szelleme egy ismeretlen személyazonosságú egyén, aki arról híres, hogy évek óta egy francia nyelvű svájci falu, Maules erdeit rója gázálarcban és terepruhában, amely Fribourg mellett található. A mai napig folyton felbukkan és bár eddig semmilyen erőszakos cselekedetet nem követett el, a falusiak kimondottan félnek rejtélyes személyétől. Eddig csak egy hiteles fénykép készült a Le Loyonról. A svájci hatóságok nyomoznak az illető után, hogy hivatalosan is felszólíthassák, hogy ne ijesztegesse a helyieket.
Az utóbbi időben a Le Loyon valódi kiléte után fokozódik az érdeklődés és egyre gyakoribb téma a sajtóban. Legendák és bizarr feltételezések születnek róla, s az ismeretlen a külső szemlélők előtt is népszerű kezd lenni. Néhol, mint a svájci Loch Ness-i szörnyet emlegetik.

## Leírása
A szemtanúk szerint a Le Loyon katonaruhát és bakancsot visel, a hátára terepszínű köpeny van terítve, az arcát és a fejét pedig katonai gázmaszk és sapka takarja. A szemtanúk rangjelzést is látni véltek a ruháján, azonban nem tudták megállapítani, hogy melyik hadsereg jelzése lehet. Magassága 190 centiméter körül van, viszont nem tudni, hogy férfi vagy nő az illető.

## Felbukkanásai
Nem minden találkozást jegyeztek fel a Le Loyonnal. Az első észlelések 2003-ból valók és azóta minden évben látni vélték a falu környéki erdőkben. A találkozások során nem történt szóváltás, vagy bármilyen incidens, a Le Loyon egy darabig maga is meredt a beléje botló emberekre, majd egyszerűen tovább állt. Egy helyi asszony, aki látta a Le Loyont, elmondta, hogy ijesztően nézett ki az öltözékében, ám elég kínosan is érezte magát előtte, mert egy csokor virágot szorongatott a kezében.
A Le Loyonnal szemben rendkívül bizalmatlanok a helyiek és a turisták is. Sokan félnek kimozdulni otthonról. A falu vezetői és a hatóságok tehetetlenek vele szemben, tekintve, hogy tényleges bűncselekmény nem történt eddig, mivel a Le Loyon egyszer sem lépett fel senki ellen erőszakosan. Viszont sehogy sem tudnak kapcsolatba lépni vele.
Hogy az illetőnek milyen szándéka lehet a céltalan barangolásaival arról is csak találgatnak. Többek szerint egyszerű figyelemfelhívásról lehet szó, esetleg egy mentálisan zavart személy tévelyeg össze-vissza, vagy pedig egy erdei remete.
Az első és egyetlen hiteles fénykép 2013-ban készült róla, amit a Le Matin c. lapban tettek közzé. A fényképet egy amatőr fotós csinálta, aki a maga részére anonimitást kért. Elmondása szerint tisztes távolból követte az alakot, mert nem bízott abban, hogy az barátságosan viselkedne közvetlen kapcsolat esetén.
Néhol videók is megosztásra kerültek, amelyen állítólag a Le Loyon látható, de ezekről hamar kiderült, hogy hamisak. A találkozások annyira spontánok és véletlenszerűek, hogy kiszámíthatatlan mikor és hol bukkan fel újra a Le Loyon. A helyiek igyekszenek inkább elkerülni és az erdőbe senki sem mer egyedül menni a falusiak közül. Ráadásul Maules is apró és viszonylag eldugott településnek számít Svájcban.

## Külső hivatkozások
- Rejtélyes alak kísért egy svájci erdőben már egy évtizede (hir.ma)
- Who is Le Loyon? Police hunt 'terrifying' figure who has stalked Swiss woodland wearing gas mask, boiler suit and cloak for TEN YEARS (dailymail.co.uk)